# Navapolack
Navapolack (bělorusky Наваполацк, rusky Новополоцк – Novopolock) je město ve Vitebské oblasti v Bělorusku. K roku 2015 měl zhruba 108 tisíc obyvatel.

## Poloha a doprava
Navapolack leží ve střední části Vitebské oblasti jen několik kilometrů severozápadně po proudu Dzviny od většího Polocku, jehož je satelitním městem.
Přes severovýchodní okraj Navapolack prochází železniční trať z Polocku do Daugavpilsu v Lotyšsku. V samotném Navapolacku funguje mimo jiné tramvajová doprava.

## Dějiny
Navapolack byl založen v roce 1958.

### Rodáci
- Igor Astapkovič (*1963), kladivář
- Andrej Olegovič Kosticyn (*1985), hokejista
- Sergej Olegovič Kosticyn (*1987), hokejista

## Sport
Ve městě sídlí Chimik-SKA Novopolock, který hraje Běloruskou ligu ledního hokeje.